# Zaliznítxne
Zaliznítxne (en (ucraïnès): Залізничне) és un poble de la República Autònoma de Crimea a Ucraïna, que el 2014 tenia 970 habitants. Pertany al districte de Bakhtxissarai.

## Població
Segons les dades del 2001 la composició de la població de la vila de Jeleznodorójnoie d'acord amb la llengua que empren és la següent:
| Llengua  | %     |
| -------- | ----- |
| Rus      | 80,48 |
| Tàtar    | 11,21 |
| Ucraïnès | 4,53  |